# Le Fuseau de la Madeleine

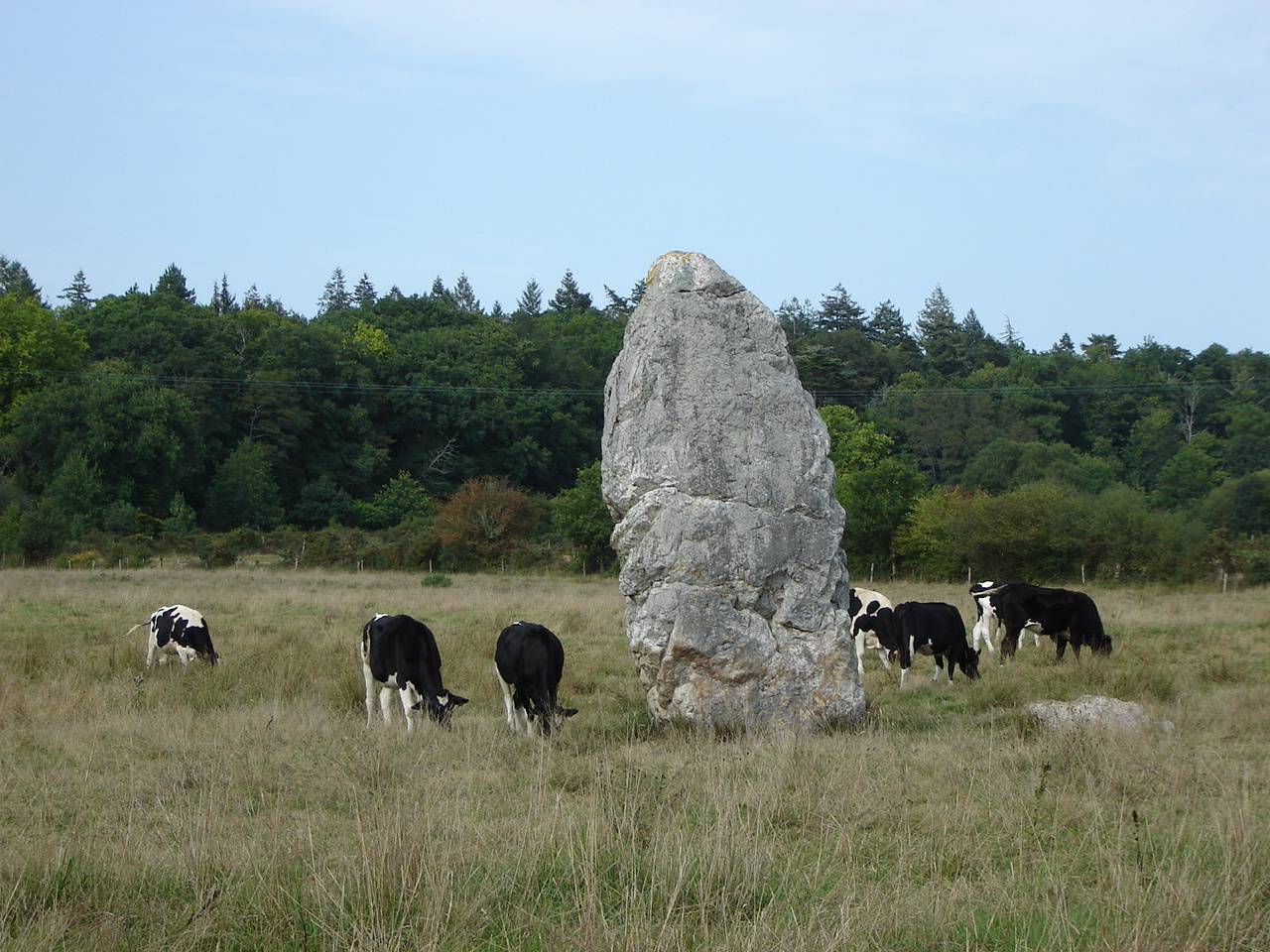
Le Fuseau de la Madeleine

Le Fuseau de la Madeleine (deutsch „die Spindel – im Sinne von Spinnwirtel – der Madeleine“) ist ein an der Spitze (wahrscheinlich durch Blitzschlag) beschädigter, schief stehender, etwa 5,0 m hoher, 2,0 m breiter und 1,0 m dicker, weißer Menhir, der bei Le Calvaire, etwa zwei Kilometer westlich von Pontchâteau, im Regionalen Naturpark Brière (französisch Parc naturel régional de Brière) im Département Loire-Atlantique in Frankreich steht.
Der Menhir wurde 1889 als Monument historique registriert.
Unter ähnlichen Namen sind vor allem in der Bretagne mehrere Menhire bekannt (z. B. Fuseau de Margot, Le Fuseau de Berthe, Le Fuseau de Jeannette und Menhir du Fuseau).